# Dalvikssjön
Dalvikssjön är en sjö i Nordanstigs kommun i Hälsingland och ingår i Harmångersåns huvudavrinningsområde. Sjön är 9 meter djup, har en yta på 0,474 kvadratkilometer och är belägen 131,1 meter över havet. Sjön avvattnas av vattendraget Harmångersån (Kölån).

## Delavrinningsområde
Dalvikssjön ingår i det delavrinningsområde (688794-154261) som SMHI kallar för Utloppet av Dalvikssjön. Medelhöjden är 165 meter över havet och ytan är 3,9 kvadratkilometer. Räknas de 37 avrinningsområdena uppströms in blir den ackumulerade arean 305,86 kvadratkilometer. Avrinningsområdets utflöde Harmångersån (Kölån) mynnar i havet. Avrinningsområdet består mestadels av skog (82 procent). Avrinningsområdet har 0,53 kvadratkilometer vattenytor vilket ger det en sjöprocent på 13,7 procent.